# 1045
Évszázadok: 10. század – 11. század – 12. század
Évtizedek: 990-es évek – 1000-es évek – 1010-es évek – 1020-as évek – 1030-as évek – 1040-es évek – 1050-es évek – 1060-as évek – 1070-es évek – 1080-as évek – 1090-es évek
Évek: 1040 – 1041 – 1042 – 1043 –  1044 – 1045 – 1046 – 1047 – 1048 – 1049 – 1050

## Események
- január 13. vagy január 20. – III. Szilveszter pápa megválasztása (1046-ban lemondatják).[1]
- március 10. – IX. Benedek pápa hívei elűzik [[III. Szilveszter pápa|III. Szilvesztert.[1]
- április 10. – IX. Benedek pápa másodszori trónra lépése.
- május 1.
  - IX. Benedek pápa lemondása.
  - VI. Gergely pápa megválasztása (1046-ban lemondatják).[1]
- május – Orseolo Péter ismét Magyarországra érkezik.
- május 26. – Orseolo Péter hűséget esküszik III. Henrik német-római császárnak és az országot hűbérként adja át neki.
- Go-Reizei japán császár trónra lépése.
- Hitvalló Eduárd angol király házassága Edit királynéval.
- Hitvalló Eduárd angol király elrendeli a Westminsteri apátság építését.

## Halálozások
- február 7. – Go-Szuzaku japán császár (* 1009).